# Иван Кирилов
Иван Христов Кирилов е български поет и писател.

## Биография
Роден е в Елена и учи в родния си град. За отличен успех е изпратен с общинска стипендия в Педагогическото училище в Силистра. След като го завършва, работи като учител. Близък приятел на Петко Ю. Тодоров – с негова помощ заминава за Тулуза, за да следва право, а след това за Фрайбург, където се дипломира. Съгласно тогавашната практика, работи като съдия в различни градове. Пенсионира се през 1934 г. Умира две години по-късно в София.

## Творчество
Иван Кирилов е известен като български писател и с псевдонимите Ив. Правдолюбов и Jean Castel.
Творчески дебют – „Бдения и мечти. Лирически стихотворения“, 1895 – 1896 г., Свищов.
Под влиянието на своя приятел Петко Ю. Тодоров започва да пише драми и е един от малкото негови естетически сподвижници. Влияние върху творческото му развитие оказва и Хенрик Ибсен. „Пред възхода на зората“ е едно от най-вдъхновените му драматични произведения.
За голямото му по обем творчество Д. С. Зографов дава следната оценка: „Авторът е постигнал задачата си. Нещо повече – като никой друг наш поет или писател, повече от Вазова дори, повече от любмия негов другар от детинство Петко Ю. Тодоров, той ни учи да виждаме колко е красив Божия свят, колко неизчерпаемо прекрасна е природата, и ни кара непосредствено да почувстваме съкровените ѝ трепети, страстно-нежното ѝ дихание и майчинско-ласкавата ѝ усмивка. Езикът на Иван Кирилов е кристално чист и звънти като сребърна камбана; в него се преливат най-изтънчените и свободни елементи на хармонията. По своята нежно прозрачност и кадифена мекота той напомня художествения език на Пушкина и Тургенева“.

## Памет
На Иван Кирилов е наречена улица в квартал „Малинова долина“ в София (Карта).